# 서동로
서동로(西東路)는 강원특별자치도 원주시 소초면 학곡삼거리와 동해시 동해항 교차로를 잇는 강원특별자치도의 도로이다. 강원특별자치도 지역을 서동으로 잇는 도로라 해서 서동로라 명명되었으며 전 구간이 국도 제42호선에 속한다.
횡성군 우천면 새말 교차로부터 모란 교차로까지 구간은 1994년까지 영동고속도로였던 구간이다.

## 역사
- 1976년 10월 30일 : 정선군 북면 나전리 ~ 여량리 13.13km 구간 개통, 기존 12.04km 구간 폐지[1]
- 1980년 2월 22일 : 정선군 북면 여량리 ~ 유천리 1.64km 구간 개통 및 기존 1.84km 구간 폐지, 정선군 북면 나전리 ~ 여량리 13.13km 구간 개통 및 기존 12.04km 구간 폐지[2]
- 1994년 3월 16일 : 멧둔재터널(평창군 평창읍 노론리 ~ 미탄면 창리) 10.0km 구간 개통[3]
- 1994년 7월 15일 : 정선군 북면 유천리 ~ 임계면 임계리 21.5km 구간, 정선군 임계면 임계리 ~ 동해시 신흥동 23km 구간 개통[4]
- 1995년 1월 12일 : 원주 ~ 안흥간 도로(원주시 태장1동 ~ 횡성군 안흥면 상안리) 36km 구간 개통[5]
- 2003년 9월 30일 : 강원도 횡성군 안흥면 상안리 640m 구간 개통[6]
- 2009년 8월 7일 : 2개 이상 시·군에 걸쳐 있는 도로로 서동로를 고시[7]
- 2013년 11월 1일 : 전재고개(횡성군 우천면 백달리 ~ 안흥면 안흥리) 9.11km 구간 신설·개량 개통, 기존 10.11km 구간 폐지[8]

## 주요 경유지
강원특별자치도
- 원주시 소초면 - 횡성군 (우천면 · 안흥면) - 평창군 - 정선군 - 강릉시 - 동해시

## 노선
- (■): 자동차 전용도로 구간

| 이름                 | 접속 노선                       | 소재지                                                         | 소재지                                             | 비고                                                     |
| 치악로와 직결        | 치악로와 직결                   | 치악로와 직결                                                  | 치악로와 직결                                      | 치악로와 직결                                            |
| -------------------- | ------------------------------- | -------------------------------------------------------------- | -------------------------------------------------- | -------------------------------------------------------- |
| 학곡삼거리           | 국도 제42호선 (치악로) 구룡사로 | 원주시                                                         | 소초면                                             | 국도 제42호선 구간                                       |
| 새말교               |                                 | 횡성군                                                         | 우천면                                             | 국도 제42호선 구간                                       |
| 새말 교차로          | 지방도 제442호선 (한우로)       | 횡성군                                                         | 우천면                                             | 국도 제42호선 구간                                       |
| 모란 교차로          | 봉화로                          | 횡성군                                                         | 우천면                                             | 국도 제42호선 구간                                       |
| 오원 교차로          | 전재로 오원소사길               | 횡성군                                                         | 우천면                                             | 국도 제42호선 구간                                       |
| 오원교               |                                 | 횡성군                                                         | 우천면                                             | 국도 제42호선 구간                                       |
| 전재 교차로          | 전재로                          | 횡성군                                                         | 우천면                                             | 국도 제42호선 구간                                       |
| 전재교 풍취교        |                                 | 횡성군                                                         | 우천면                                             | 국도 제42호선 구간                                       |
| 전재터널             |                                 | 횡성군                                                         | 우천면                                             | 국도 제42호선 구간 연장 880m                             |
| 전재터널             | 안흥면                          | 횡성군                                                         |                                                    | 국도 제42호선 구간 연장 880m                             |
| 신지교               |                                 | 횡성군                                                         | 국도 제42호선 구간                                 |                                                          |
| 신지 교차로          | 전재로                          | 횡성군                                                         | 국도 제42호선 구간                                 |                                                          |
| 안흥터널             |                                 | 횡성군                                                         | 국도 제42호선 구간 연장 372m                       |                                                          |
| 신흥 교차로          | 서동로안흥4길                   | 횡성군                                                         | 국도 제42호선 구간                                 |                                                          |
| 실미교               | 지방도 제411호선 (안흥로)       | 횡성군                                                         | 국도 제42호선 구간 지방도 제411호선 구간           |                                                          |
| 안흥교               |                                 | 횡성군                                                         | 국도 제42호선 구간 지방도 제411호선 구간           |                                                          |
| 안흥삼거리           | 안흥로                          | 횡성군                                                         | 국도 제42호선 구간 지방도 제411호선 구간           |                                                          |
| (안흥초등학교)       | 지방도 제411호선 (강변로)       | 횡성군                                                         | 국도 제42호선 구간 지방도 제411호선 구간           |                                                          |
| 방지둔교             |                                 | 횡성군                                                         | 국도 제42호선 구간                                 |                                                          |
| 문재터널             |                                 | 횡성군                                                         | 국도 제42호선 구간 연장 620m                       |                                                          |
| 문재터널             | 평창군                          | 방림면                                                         | 국도 제42호선 구간 연장 620m                       |                                                          |
| 운교삼거리           | 평창군                          | 방림면                                                         | 운지로                                             | 국도 제42호선 구간                                       |
| 운교 사천교 하방림교 | 평창군                          | 방림면                                                         |                                                    | 국도 제42호선 구간                                       |
| 멋다리삼거리         | 평창군                          | 방림면                                                         | 지방도 제420호선 (고원로)                          | 국도 제42호선 구간                                       |
| (뇌운입구)           | 평창군                          | 방림면                                                         | 뇌운계곡로                                         | 국도 제42호선 구간                                       |
| 상방림교             | 평창군                          | 방림면                                                         |                                                    | 국도 제42호선 구간                                       |
| 방림삼거리           | 평창군                          | 방림면                                                         | 국도 제42호선 (평창대로)                           | 국도 제42호선 구간                                       |
| 뱃재                 | 평창군                          | 방림면                                                         |                                                    | 해발 470m                                                |
| 뱃재                 | 평창군                          | 평창읍                                                         |                                                    | 해발 470m                                                |
| 주진2 교차로         | 평창군                          | 국도 제31호선 국도 제42호선 (뱃재로) 찬샘내기2길               |                                                    |                                                          |
| 주진 교차로          | 평창군                          | 국도 제31호선 국도 제42호선 (뱃재로) 농공단지길 상촌1길 하촌길 |                                                    |                                                          |
| 주진교               | 평창군                          |                                                                |                                                    |                                                          |
| 후평2 교차로         | 평창군                          | 국도 제31호선 국도 제42호선 (뱃재로) 후평길                    | 국도 제31, 42호선 구간                             |                                                          |
| 후평1 교차로         | 평창군                          | 옥고개길                                                       | 국도 제31, 42호선 구간                             |                                                          |
| (교량 명칭 미상)     | 평창군                          |                                                                | 국도 제31, 42호선 구간                             |                                                          |
| 평창 교차로          | 평창군                          | 평창중앙로 살구실길                                            | 국도 제31, 42호선 구간                             |                                                          |
| 하리 교차로          | 평창군                          | 국도 제31호선 (영월 ~ 방림간 도로) 평창강로                    | 국도 제31, 42호선 구간                             |                                                          |
| 군청앞사거리         | 평창군                          | 군청길                                                         | 국도 제42호선 구간                                 |                                                          |
| 천변삼거리           | 평창군                          | 평창중앙로                                                     | 국도 제42호선 구간                                 |                                                          |
| 평창교 상리교        | 평창군                          |                                                                | 국도 제42호선 구간                                 |                                                          |
| 노론삼거리           | 평창군                          | 고길천로                                                       | 국도 제42호선 구간                                 |                                                          |
| 노론 교차로          | 평창군                          |                                                                | 국도 제42호선 구간                                 |                                                          |
| 멧둔재 교차로        | 평창군                          |                                                                | 국도 제42호선 구간                                 |                                                          |
| 멧둔재터널           | 평창군                          |                                                                | 국도 제42호선 구간 상행 연장 647m 하행 연장 1,265m |                                                          |
| 멧둔재터널           | 평창군                          | 미탄면                                                         | 국도 제42호선 구간 상행 연장 647m 하행 연장 1,265m |                                                          |
| 대용교               | 평창군                          |                                                                | 국도 제42호선 구간 하행 전용 교량                  |                                                          |
| 창리 교차로          | 평창군                          | 국도 제42호선 (평창 ~ 정선간 도로)                             | 국도 제42호선 구간                                 |                                                          |
| 창리삼거리           | 평창군                          | 지방도 제413호선 (밤재로)                                      |                                                    |                                                          |
| 미탄삼거리           | 평창군                          | 미탄중앙로                                                     |                                                    |                                                          |
| 창리교               | 평창군                          |                                                                |                                                    |                                                          |
| 미탄 교차로          | 평창군                          | 국도 제42호선 (평창 ~ 정선간 도로) 미탄중앙로                  |                                                    |                                                          |
| 백운삼거리           | 평창군                          | 평창동강로                                                     |                                                    |                                                          |
| 서천 교차로          | 평창군                          | 국도 제42호선 (평창 ~ 정선간 도로)                             | 국도 제42호선 구간                                 |                                                          |
| 백운 교차로          | 평창군                          |                                                                | 국도 제42호선 구간                                 |                                                          |
| 매대1교              | 평창군                          |                                                                | 국도 제42호선 구간                                 |                                                          |
| 맷대 교차로          | 평창군                          | 맷대길                                                         | 국도 제42호선 구간                                 |                                                          |
| 본동1교 본동2교      | 평창군                          |                                                                | 국도 제42호선 구간 하행 전용 교량                  |                                                          |
| 비행기재터널         | 평창군                          |                                                                | 국도 제42호선 구간 상행 연장 526m 하행 연장 856m   |                                                          |
| 비행기재터널         | 정선군                          | 정선읍                                                         | 국도 제42호선 구간 상행 연장 526m 하행 연장 856m   |                                                          |
| 마전교               | 정선군                          | 정선읍                                                         |                                                    | 국도 제42호선 구간 하행 전용 교량                        |
| 마전 교차로          | 정선군                          | 정선읍                                                         | 정선로 마전길                                      | 국도 제42호선 구간                                       |
| 소탄 교차로          | 정선군                          | 정선읍                                                         | 정선로                                             | 국도 제42호선 구간                                       |
| 소탄교 광하교        | 정선군                          | 정선읍                                                         |                                                    | 국도 제42호선 구간                                       |
| 광하 교차로          | 정선군                          | 정선읍                                                         | 망하길                                             | 국도 제42호선 구간                                       |
| 송단교 상평교 광석교 | 정선군                          | 정선읍                                                         |                                                    | 국도 제42호선 구간                                       |
| 광석 교차로          | 정선군                          | 정선읍                                                         | 정선로 군언길                                      | 국도 제42호선 구간                                       |
| 용탄교               | 정선군                          | 정선읍                                                         |                                                    | 국도 제42호선 구간                                       |
| 솔치재터널           | 정선군                          | 정선읍                                                         |                                                    | 국도 제42호선 구간 연장 770m                             |
| 북실 교차로          | 정선군                          | 정선읍                                                         | 지방도 제424호선 (정선로)                          | 국도 제42호선 구간                                       |
| 미천교 북실대교      | 정선군                          | 정선읍                                                         |                                                    | 국도 제42호선 구간                                       |
| 정선터널             | 정선군                          | 정선읍                                                         |                                                    | 국도 제42호선 구간 연장 1,874m                           |
| 덕송 교차로          | 정선군                          | 정선읍                                                         | 국도 제59호선 (정선로)                             | 국도 제42, 59호선 구간                                   |
| 덕송삼거리           | 정선군                          | 정선읍                                                         | 남평강변로                                         | 국도 제42, 59호선 구간                                   |
| 나전교               | 정선군                          |                                                                | 북평면                                             | 국도 제42, 59호선 구간                                   |
| 나전삼거리           | 정선군                          | 국도 제59호선 (오대천로)                                       | 북평면                                             | 국도 제42, 59호선 구간                                   |
| 북평삼거리           | 정선군                          | 북평중앙로                                                     | 북평면                                             | 국도 제42호선 구간                                       |
| 북평초교삼거리       | 정선군                          | 탑골길                                                         | 북평면                                             | 국도 제42호선 구간                                       |
| 항동교               | 정선군                          |                                                                | 북평면                                             | 국도 제42호선 구간                                       |
| 장열대교삼거리       | 정선군                          | 장열길                                                         | 북평면                                             | 국도 제42호선 구간                                       |
| 여량교               | 정선군                          |                                                                | 여량면                                             | 국도 제42호선 구간                                       |
| 여량터널             | 정선군                          |                                                                | 여량면                                             | 국도 제42호선 구간                                       |
| 아우라지교           | 정선군                          |                                                                | 여량면                                             | 국도 제42호선 구간                                       |
| 꽃벼루 교차로        | 정선군                          | 국도 제42호선 (북면우회도로)                                   | 여량면                                             | 국도 제42호선 구간                                       |
| 고양천교             | 정선군                          |                                                                | 여량면                                             |                                                          |
| 아우라지사거리       | 정선군                          | 고양로                                                         | 여량면                                             |                                                          |
| 고양천교             | 정선군                          |                                                                | 여량면                                             |                                                          |
| 아우라지터널         | 정선군                          |                                                                | 여량면                                             | 480m                                                     |
| 아우라지2교          | 정선군                          |                                                                | 여량면                                             |                                                          |
| 유천 교차로          | 정선군                          | 국도 제42호선 (북면우회도로)                                   | 여량면                                             | 국도 제42호선 구간                                       |
| 큰너그니재           | 정선군                          |                                                                | 여량면                                             | 국도 제42호선 구간 해발 720m                             |
| 큰너그니재           | 정선군                          | 임계면                                                         |                                                    | 국도 제42호선 구간 해발 720m                             |
| 송원교               | 정선군                          |                                                                | 국도 제42호선 구간                                 |                                                          |
| 송원삼거리           | 정선군                          | 반천고양로                                                     | 국도 제42호선 구간                                 |                                                          |
| 작은너그니재         | 정선군                          |                                                                | 국도 제42호선 구간 해발 645m                       |                                                          |
| 임계사거리           | 정선군                          | 국도 제35호선 (백두대간로)                                     | 국도 제42호선 구간                                 |                                                          |
| 임계대교 검문교      | 정선군                          |                                                                | 국도 제42호선 구간                                 |                                                          |
| 화천동삼거리         | 정선군                          | 화천동길                                                       | 국도 제42호선 구간                                 |                                                          |
| (생태통로)           | 정선군                          |                                                                | 국도 제42호선 구간                                 |                                                          |
| 도전삼거리           | 정선군                          | 눈꽃마을길                                                     | 국도 제42호선 구간                                 |                                                          |
| 갈고개               | 정선군                          |                                                                | 국도 제42호선 구간 해발 750m                       |                                                          |
| 가목삼거리           | 정선군                          | 눈꽃마을길                                                     | 국도 제42호선 구간                                 |                                                          |
| 백복령               | 정선군                          |                                                                | 국도 제42호선 구간 해발 780m                       |                                                          |
| 백복령               | 강릉시                          | 옥계면                                                         | 국도 제42호선 구간 해발 780m                       |                                                          |
| 남면치               | 강릉시                          | 옥계면                                                         | 옥계로                                             | 국도 제42호선 구간                                       |
| 비천교               | 달방길                          | 동해시                                                         | 삼화동                                             | 국도 제42호선 구간                                       |
| 소비 교차로          | 효자로                          | 동해시                                                         | 삼화동                                             | 국도 제42호선 구간                                       |
| 소비교               |                                 | 동해시                                                         | 삼화동                                             | 국도 제42호선 구간                                       |
| 원평 교차로          | 효자로                          | 동해시                                                         | 삼화동                                             | 국도 제42호선 구간                                       |
| 도내교               |                                 | 동해시                                                         | 삼화동                                             | 국도 제42호선 구간                                       |
| 전천과선교 쌍동교    |                                 | 동해시                                                         | 북삼동                                             | 국도 제42호선 구간                                       |
| 청운 교차로          | 청운로                          | 동해시                                                         | 북삼동                                             | 국도 제42호선 구간                                       |
| 북평 교차로          | 국도 제7호선 (동해대로)         | 동해시                                                         | 북삼동                                             | 국도 제42호선 구간 동해방면 진입 불가 원주방면 진출 불가 |
| 북평과선교           |                                 | 동해시                                                         | 북삼동                                             | 국도 제42호선 구간                                       |
| 동해항교차로         | 대동로                          | 동해시                                                         | 송정동                                             | 국도 제42호선 구간                                       |

## 주요 건물 및 시설
- 우천119안전센터 (강원특별자치도 횡성군 우천면 서동로 199)
- 안흥중학교, 안흥고등학교 (강원특별자치도 횡성군 안흥면 서동로 1121)
- 안흥초등학교 (강원특별자치도 횡성군 안흥면 서동로 1257)
- 운교치안센터 (강원특별자치도 평창군 방림면 서동로 275)
- 운교리마을회관 (강원특별자치도 평창군 방림면 서동로 290)
- 방림의용소방대 (강원특별자치도 평창군 방림면 서동로 1316)
- 방림우체국 (강원특별자치도 평창군 방림면 서동로 1336)
- 방림면 행정복지센터 (강원특별자치도 평창군 방림면 서동로 1337)
- 방림치안센터 (강원특별자치도 평창군 방림면 서동로 1587)
- 주진초등학교 (강원특별자치도 평창군 평창읍 서동로 2051-11)
- 미탄중학교 (강원특별자치도 평창군 미탄면 서동로 3647)
- 정선장례식장 (강원특별자치도 정선군 정선읍 서동로 1277)
- 북평초등학교 (강원특별자치도 정선군 북평면 서동로 2170)
- 여량면 행정복지센터, 여량면보건지소 (강원특별자치도 정선군 여량면 서동로 2885)
- 여량버스터미널 (강원특별자치도 정선군 여량면 서동로 2910-1)
- 여량파출소 (강원특별자치도 정선군 여량면 서동로 2923)
- 여량우체국 (강원특별자치도 정선군 여량면 서동로 2938)
- 여량초등학교 (강원특별자치도 정선군 여량면 서동로 2950)
- 임계시외버스정류장 (강원특별자치도 정선군 임계면 서동로 4558)
- 임계파출소 (강원특별자치도 정선군 임계면 서동로 4559)
- 임계면 행정복지센터 (강원특별자치도 정선군 임계면 서동로 4575)
- 정선군농민문화체육센터 (강원특별자치도 정선군 임계면 서동로 4581)
- 삼화초등학교 삼흥분교 (강원특별자치도 동해시 서동로 853)